# 王泽 (1918年)
王泽（1918年—？），河北博野人，中华人民共和国政治人物、外交官。

## 生平
1955年6月，担任中华人民共和国驻腊戍总领事。1969年，接替杨公素，担任中华人民共和国驻尼泊尔大使。1972年，由曹痴接任。1977年，担任中华人民共和国驻秘鲁大使。1981年，任中华人民共和国驻墨西哥大使。